# Castillo de Bayuela
Castillo de Bayuela település Spanyolországban, Toledo tartományban. Castillo de Bayuela Cazalegas, San Román de los Montes, Hinojosa de San Vicente, El Real de San Vicente, Garciotum, Cardiel de los Montes és Lucillos községekkel határos. Lakosainak száma 921 fő (2024).

## Népesség
A település népessége az utóbbi években az alábbiak szerint változott:
| Lakosok száma | 1007 | 1072 | 1065 | 1065 | 1024 | 957  | 894  | 938  | 895  | 921  |
|               | 2001 | 2004 | 2007 | 2009 | 2012 | 2014 | 2017 | 2019 | 2022 | 2024 |